# Mexico City Open 2022 - Doppio
Questa è la prima edizione di questo torneo.
In finale Nicolás Jarry e Matheus Pucinelli de Almeida hanno sconfitto Jonathan Eysseric e Artem Sitak con il punteggio di 6-2, 6-3.

## Teste di serie
1. Nicolás Barrientos /  Miguel Ángel Reyes Varela (quarti di finale)
2. Luis David Martínez /  Felipe Meligeni Alves (primo turno)

1. Andrej Martin /  Tristan-Samuel Weissborn (primo turno)
2. Gonçalo Oliveira /  Divij Sharan (primo turno)

## Wildcard
1. Manuel Sánchez /  Bernard Tomić (primo turno)

1. Adrián Menéndez Maceiras /  Luis Patino (quarti di finale)

## Tabellone

### Legenda
| - Q = Qualificato - WC = Wild card - LL = Lucky loser | - ALT = Alternate - SE = Special Exempt - PR = Protected Ranking | - w/o = Walkover - r = Ritirato - d = Squalificato |

|  | Primo turno | Primo turno                    | Primo turno                    | Primo turno | Primo turno |  |  | Quarti di finale | Quarti di finale               | Quarti di finale               | Quarti di finale               | Quarti di finale               |   |     | Semifinali | Semifinali                     | Semifinali                     | Semifinali         | Semifinali         |   |   | Finale | Finale | Finale | Finale | Finale |  |
|  |             |                                |                                |             |             |  |  |                  |                                |                                |                                |                                |   |     |            |                                |                                |                    |                    |   |   |        |        |        |        |        |  |
|  | 1           | N Barrientos MÁ Reyes Varela   | N Barrientos MÁ Reyes Varela   | 6           | 6           |  |  |                  |                                |                                |                                |                                |   |     |            |                                |                                |                    |                    |   |   |        |        |        |        |        |  |
|  |             | A Lawson R Stalder             | A Lawson R Stalder             | 4           | 4           |  |  | 1                | N Barrientos MÁ Reyes Varela   | 6                              | 4                              | [6]                            |   |     |            |                                |                                |                    |                    |   |   |        |        |        |        |        |  |
|  |             | E Donskoj G Lomakin            | E Donskoj G Lomakin            | 6           | 6           |  |  |                  | E Donskoj G Lomakin            | 1                              | 6                              | [10]                           |   |     |            |                                |                                |                    |                    |   |   |        |        |        |        |        |  |
|  |             | JI Londero J Paul              | JI Londero J Paul              | 2           | 2           |  |  |                  |                                |                                |                                |                                |   |     |            | E Donskoj G Lomakin            | E Donskoj G Lomakin            | 3                  | 4                  |   |   |        |        |        |        |        |  |
|  | 4           | G Oliveira D Sharan            | 7                              | 5           | [8]         |  |  |                  |                                |                                | N Jarry M Pucinelli de Almeida | N Jarry M Pucinelli de Almeida | 6 | 6   |            |                                |                                |                    |                    |   |   |        |        |        |        |        |  |
|  | Alt         | M Alves E Escobedo             | 5                              | 7           | [10]        |  |  | Alt              | M Alves E Escobedo             | M Alves E Escobedo             | 63                             | 62                             |   |     |            |                                |                                |                    |                    |   |   |        |        |        |        |        |  |
|  |             | JP Ficovich F Mena             | JP Ficovich F Mena             | 3           | 1           |  |  |                  | N Jarry M Pucinelli de Almeida | N Jarry M Pucinelli de Almeida | 7                              | 7                              |   |     |            |                                |                                |                    |                    |   |   |        |        |        |        |        |  |
|  |             | N Jarry M Pucinelli de Almeida | N Jarry M Pucinelli de Almeida | 6           | 6           |  |  |                  |                                |                                |                                |                                |   |     |            | N Jarry M Pucinelli de Almeida | N Jarry M Pucinelli de Almeida | 6                  | 6                  |   |   |        |        |        |        |        |  |
|  |             | M-A Hüsler E King              | M-A Hüsler E King              | 6           | 6           |  |  |                  |                                |                                |                                |                                |   |     |            |                                |                                | J Eysseric A Sitak | J Eysseric A Sitak | 2 | 3 |        |        |        |        |        |  |
|  |             | J de Jong B Stevens            | J de Jong B Stevens            | 2           | 4           |  |  |                  | M-A Hüsler E King              | M-A Hüsler E King              | 3                              | 68                             |   |     |            |                                |                                |                    |                    |   |   |        |        |        |        |        |  |
|  |             | J Eysseric A Sitak             | 3                              | 7           | [14]        |  |  |                  | J Eysseric A Sitak             | J Eysseric A Sitak             | 6                              | 7                              |   |     |            |                                |                                |                    |                    |   |   |        |        |        |        |        |  |
|  | 4           | A Martin T-S Weissborn         | 6                              | 6           | [12]        |  |  |                  |                                |                                |                                |                                |   |     |            | J Eysseric A Sitak             | 6                              | 68                 | [10]               |   |   |        |        |        |        |        |  |
|  |             | B Arias F Zeballos             | B Arias F Zeballos             | 7           | 6           |  |  |                  |                                |                                | B Arias F Zeballos             | 4                              | 7 | [6] |            |                                |                                |                    |                    |   |   |        |        |        |        |        |  |
|  | WC          | M Sánchez B Tomić              | M Sánchez B Tomić              | 6(0)        | 4           |  |  |                  | B Arias F Zeballos             | B Arias F Zeballos             | 6                              | 6                              |   |     |            |                                |                                |                    |                    |   |   |        |        |        |        |        |  |
|  | WC          | A Menéndez Maceiras L Patino   | 3                              | 6           | [12]        |  |  | WC               | A Menéndez Maceiras L Patino   | A Menéndez Maceiras L Patino   | 4                              | 2                              |   |     |            |                                |                                |                    |                    |   |   |        |        |        |        |        |  |
|  | 2           | LD Martínez F Meligeni Alves   | 6                              | 3           | [10]        |  |  |                  |                                |                                |                                |                                |   |     |            |                                |                                |                    |                    |   |   |        |        |        |        |        |  |